# Isekai Quartet
Autre
Isekai Quartet (異世界かるてっと, Isekai Karutetto, litt. « Le Quartet d'autres mondes ») est une série télévisée d'animation japonaise de 12 épisodes produite par Studio Puyukai. Il s'agit d'un crossover dans un style chibi entre les séries de light novel Konosuba : Sois béni monde merveilleux !, Overlord, Re:Zero − Re:vivre dans un autre monde à partir de zéro et Yōjo Senki, toutes publiées par Kadokawa Corporation. Elle est diffusée pour la première fois au Japon entre le 10 avril et le 26 juin 2019,.
Une deuxième saison est diffusée entre le 15 janvier et le 1er avril 2020 et fait intégrer les personnages de Tate no yūsha no nariagari, ; les personnages principaux de Cautious Hero: The Hero is Overpowered but Overly Cautious font également une apparition surprise vers la fin de la saison.
Une suite a été annoncée, et un film d'animation est sorti au Japon le 6 juin 2022.

## Intrigue
Un mystérieux bouton rouge est apparu soudainement dans différents univers et les divers personnages qui appuient dessus sont instantanément emportés dans un nouveau monde où ils doivent entamer une vie scolaire.

## Personnages

### Kono subarashii sekai ni shukufuku o!
Kazuma Satō (佐藤 和真, Satō Kazuma)
Voix japonaise : Jun Fukushima (ja),
Aqua (アクア, Akua)
Voix japonaise : Sora Amamiya,
Megumin (めぐみん)
Voix japonaise : Rie Takahashi,
Darkness (ダクネス, Dakunesu)
Voix japonaise : Ai Kayano,

### Overlord
Ainz Ooal Gown (アインズ・ウール・ゴウン, Ainzu Ūru Goun)
Voix japonaise : Satoshi Hino (ja),
Albedo (アルベド, Arubedo)
Voix japonaise : Yumi Hara (ja),
Shalltear Bloodfallen (シャルティア・ブラッドフォールン, Sharutia Buraddofōren)
Voix japonaise : Sumire Uesaka,
Aura Bella Fiora (アウラ・ベラ・フィオーラ, Aura Bera Fiōra)
Voix japonaise : Emiri Katō (ja),
Mare Bello Fiore (マーレ・ベロ・フィオーレ, Māre Bero Fiōre)
Voix japonaise : Yumi Uchiyama,
Demiurge (デミウルゴス, Demiurugosu)
Voix japonaise : Masayuki Katō (ja),
Cocytus (コキュートス, Kokyūtosu)
Voix japonaise : Kenta Miyake,

### Re:Zero kara hajimeru isekai seikatsu
Subaru Natsuki (菜月 昴, Natsuki Subaru)
Voix japonaise : Yūsuke Kobayashi,
Émilia (エミリア, Emilia)
Voix japonaise : Rie Takahashi,
Pack (パック, Pakku)
Voix japonaise : Yumi Uchiyama,
Rem (レム, Remu)
Voix japonaise : Inori Minase,
Ram (ラム, Ramu)
Voix japonaise : Rie Murakawa,
Béatrice (ベアトリス, Beatorisu)
Voix japonaise : Satomi Arai,
Roswaal L. Mathers (ロズワール・L・メイザース, Rozuwāru L Meizāsu)
Voix japonaise : Takehito Koyasu,

### Yōjo Senki
Tanya von Degurechaff (ターニャ・デグレチャフ, Tānya Degurechafu)
Voix japonaise : Aoi Yūki,
Viktoriya Ivanovna Serebryakov (Visha) (ヴィクトーリヤ・イヴァーノヴナ・セレブリャコーフ (ヴィーシャ), Vīkutōriya Ivānovuna Sereburyakōfu (Vīsha))
Voix japonaise : Saori Hayami,
Matheus Johan Weiss (マテウス・ヨハン・ヴァイス, Mateusu Yohan Vaisu)
Voix japonaise : Daiki Hamano (ja),
Vooren Glantz (ヴォーレン・グランツ, Vōren Gurantsu)
Voix japonaise : Yūsuke Kobayashi,
Wilibald Koenig (ヴィリバルト・ケーニッヒ, Viribaruto Kēnihhi)
Voix japonaise : Kasama Jun (ja),
Rhiner Neumann (ライナー・ノイマン, Rainā Noiman)
Voix japonaise : Hayashi Daichi (ja),
Erich von Rerugen (エーリッヒ・フォン・レルゲン, Ērihhi fon Rerugen)
Voix japonaise : Shin'ichirō Miki,
Kurt von Rudersdorf (クルト・フォン・ルーデルドルフ, Kuruto fon Rūderudorufu)
Voix japonaise : Tesshō Genda,
Hans von Zettour (ハンス・フォン・ゼートゥーア, Hansu fon Zētūa)
Voix japonaise : Hōchū Ōtsuka,

### Tate no yūsha no nariagari
Naofumi Iwatani (岩谷尚文, Iwatani Naofumi)
Voix japonaise : Kaito Ishikawa
Raphtalia (ラフタリア, Rafutaria)
Voix japonaise : Asami Setō
Filo (フィーロ, Fīro)
Voix japonaise : Rina Hidaka

### Cautious Hero: The Hero is Overpowered but Overly Cautious
Seiya Ryūgūin (竜宮院聖哉, Ryūgūin Seiya)
Voix japonaise : Yūichirō Umehara
Ristarte (リスタルテ, Risutarute)
Voix japonaise : Aki Toyosaki

### The Eminence in Shadow
Shadow (シャドウ, Shadō)
Voix japonaise : Seiichirō Yamashita (en)
Bêta (ベータ, Bēta)
Voix japonaise : Inori Minase

## Production et diffusion
Le projet d'animation crossover Isekai Quartet (異世界かるてっと, Isekai Karutetto) entre les quatre franchises isekai de Kadokawa Corporation, KonoSuba, Yōjo Senki, Overlord et Re:Zero, a été annoncé en octobre 2018 via l'ouverture d'un site dédié,. Les différents personnages apparaissent dans un style chibi. Minoru Ashina écrit et réalise ce projet au sein de Studio Puyukai avec Minoru Takehara en tant que character designer et directeur en chef de l'animation, et accompagné d'une bande originale composée par Ruka Kawada,. La série est diffusée pour la première fois au Japon sur Tokyo MX, MBS et AT-X entre le 10 avril et le 26 juin 2019, et un peu plus tard sur BS11 et TVA,. Douze épisodes composent cette saison, répartis dans deux coffrets Blu-ray,.
La production d'une deuxième saison a été révélée à la fin du dernier épisode,. Lors d'un événement qui s'est déroulé en octobre 2019, il a été révélé que les personnages de Tate no yūsha no nariagari intégreront la série,. Seiya Ryūgūin et Ristarte, les personnages principaux de Cautious Hero: The Hero is Overpowered but Overly Cautious, font également une apparition surprise également vers la fin de cette saison. Elle est diffusée au Japon entre le 15 janvier et le 1er avril 2020 sur Tokyo MX, et un peu plus tard sur MBS, AT-X et BS11,. Douze épisodes composent cette saison, répartis dans deux coffrets Blu-ray.
Une suite a été annoncée dès la fin de la diffusion du dernier épisode de la deuxième saison. Cette troisième saison devrait intégrer deux personnages de l'univers de The Eminence in Shadow : Cid Kagenô/Shadow et Bêta. Avec cette dernière, l'actrice Inori Minase, déjà voix de Rem de Re:Zero et de CZ2128 Delta d'Overlord, devient la voix de trois personnages de la série.
Funimation détient les droits de diffusion en simulcast de la série aux États-Unis, au Canada, dans les îles Britanniques et en Australasie ; pour la deuxième saison, Funimation détient uniquement les droits de la version doublée en anglais. Crunchyroll diffuse également les deux saisons dans ces territoires mais aussi en Afrique du Sud, Islande, Suède, Norvège, Danemark et les Pays-Bas.
Les chansons des opening et des ending de la série sont interprétées par les seiyū sous le nom de leur personnage,.

### Liste des épisodes

#### Première saison
| No | Titre français                                      | Titre japonais         | Titre japonais         | Date de 1re diffusion |
| No | Titre français                                      | Kanji                  | Rōmaji                 | Date de 1re diffusion |
| --- | --------------------------------------------------- | ---------------------- | ---------------------- | --------------------- |
| 1 | Rassemblement ! Le Quartet                          | 集結！かるてっと       | Shūketsu! Karutetto    | 10 avril 2019         |
| Dans le monde de KonoSuba, la groupe de Kazuma trouve par hasard un gros bouton rouge. Pendant ce temps, dans le monde d'Overlord à l'intérieur du grand tombeau de Nazarick, Demiurge fait parvenir l'information à Ainz Ooal Gown et aux gardiens que d'étranges boutons rouges apparaissent au hasard dans tout Nazarick. Megumin appuie intentionnellement sur le bouton et peu de temps après c'est au tour d'Ainz de déclencher l'un de ses boutons qui est soudainement apparu sur son trône en s'étant assis dessus par inadvertance. Les personnages des deux séries sont envoyés dans un autre monde avec une école. Ils apprennent rapidement qu'ils ne sont pas seuls dans ce nouveau monde, car les personnages de Yōjo Senki ont également y été envoyés du fait que Tanya von Degurechaff a appuyé sur deux boutons au cours de l'expérimentation de l'Elenium Type-97 améliorée. Juste après cela, les personnages de Re:Zero se joignent à eux à l'intérieur de l'école alors que Kurt von Rudersdorf assume le rôle de directeur de l'école. |                                                     |                        |                        |                       |
| 2 | Tension ! Les Présentations                         | 緊迫！じこしょうかい   | Kinpaku! Jiko shōkai   | 17 avril 2019         |
| Roswaal L. Mathers se positionne comme l'un des enseignants et introduit les règles de la « vie scolaire » pour les élèves. Les élèves sont ensuite autorisés à se présenter à leurs camarades de classe. Après l'école, Ainz et les gardiens de Nazarick marchent sur un trottoir jusqu'au moment où ils se retrouvent face à Aqua, qui explique qu'elle ne peut permettre aux morts-vivants de continuer d'exister et tente d'utiliser sa magie pour les vaincre. Elle échoue et est immédiatement frappée à la tête par Kazuma, qui s'excuse auprès d'Ainz et traîne Aqua. Le lendemain, Aqua est punie par Roswaal pour avoir tenté de se battre avec ses camarades. |                                                     |                        |                        |                       |
| 3 | Impasse ! Les Camarades de classe                   | 膠着！くらすめいと     | Kōchaku! Kurasumeito   | 24 avril 2019         |
| Après que Roswaal ait dit à la classe de ne rien faire qui menaçât leur vie scolaire, Demiurge expose à la classe ses opinions et pense que s'ils essayaient de briser les règles de la vie scolaire, ils gêneraient leur possibilité de retourner dans leurs mondes respectifs. La classe se voit ensuite présenter un spectacle de talents qui se déroulera dans les prochains jours. Subaru explique aux personnages de Re:Zero lors du déjeuner qu'il a prévu un bon talent. Pendant ce temps, Tanya dîne avec Viktoriya Ivanovna Serebryakov à l'extérieur lorsqu'elle remarque Ainz et commence à soupçonner qu'il pourrait être le maudit « Être X ». Quand les cours reprennent, elle fait face à lui et lui demande de la rencontrer en dehors des cours, dans un parc après l'école, ce qui irrite Albedo. Les deux se sont mis d'accord pour discuter de ce sujet au parc alors qu'Albedo est forcé par un autre enseignant, Erich von Rerugen, de rester en classe. |                                                     |                        |                        |                       |
| 4 | Rencontre chanceuse ! Les Camarades de classe       | 邂逅！くらすめいと     | Kaikō! Kurasumeito     | 1er mai 2019          |
| 5 | Explosion ! La Réunion amicale                      | 炸裂！こんしんかい     | Sakuretsu! Konshinkai  | 8 mai 2019            |
| 6 | Décision ! La Commission                            | 決定！いいんかい       | Kettei! Iinkai         | 15 mai 2019           |
| 7 | Exécution ! La Commission                           | 遂行！いいんかい       | Suikō! Iinkai          | 22 mai 2019           |
| 8 | Préparations ! Le Voyage scolaire au bord de la mer | 準備！りんかいがっこう | Junbi! Rinkai gakkō    | 29 mai 2019           |
| 9 | Profitons ! Le Voyage scolaire au bord de la mer    | 満喫！りんかいがっこう | Mankitsu! Rinkai gakkō | 5 juin 2019           |
| 10 | Participation à la compétition ! Les Rivaux         | 参戦！らいばるたち     | Sansen! Raibaru-tachi  | 12 juin 2019          |
| Roswaal annonce qu'une fête sportive approche et que les gagnants seront autorisés à retourner dans leurs mondes. Subaru demande contre qui la classe pourrait concourir puisqu'il n'y en a pas d'autres. Roswaal le corrige et à la grande surprise de la classe 2, révèle qu'il y a une salle de la classe 1 dans le couloir avec des personnages supplémentaires de chaque monde. Après le cours, Subaru, Tanya et Ainz discutent de l'imminente fête sportive et des forces concurrentes des élèves de la classe 1. Kazuma, Aqua et Darkness découvrent que Chris fait partie de la classe 1 et leur dit en outre qu'elle n'a aucun contrôle sur leur situation actuelle leur révèle qu'ils ne peuvent pas ressusciter s'ils sont tués dans leur monde actuel. Subaru se demande si sa malédiction « Mort réversible » est toujours en vigueur dans son monde actuel et la teste, couvrant les oreilles de Tanya pour la protéger de la mort. À la grande consternation de Subaru, la malédiction est toujours en vigueur. Subaru est alors frappé par Hamsuke et un Chevalier de la mort, apparemment par sa capacité à attirer des bêtes magiques. Plus tard, dans la classe 2, tout le monde annonce son intention de faire de son mieux lors des activités sportives sur le terrain pour revenir dans son monde. Lorsque Kazuma refuse de faire ce qui pourrait aider la classe car il préfère rester paresseux, Tanya utilise une initiative pour le motiver en le faisant courir à l'extérieur de l'école, tandis que Pack le bombarde de cristaux magiques. |                                                     |                        |                        |                       |
| 11 | Coopérations ! L'Événement sportif                  | 協力！たいいくさい     | Kyōryoku! Taiikusai    | 19 juin 2019          |
| La fête sportive commence alors que Yunyun se présente (en tant que membre unique de la classe 3) pour perpétuer sa rivalité avec Megumin. Les classes se font face dans divers activités, mais les capacités de Reinhard lui confèrent un léger avantage par rapport à celles de la classe 2, donnant à la classe 1 un avantage de dix points. À la fin, le dernier match est un kibasen d'une valeur de 100 millions de points, ce qui confond les étudiants quant à l'importance des jeux précédents. Les équipes de la classe 2, Ainz, Subaru, Kazuma et Tanya, affrontent l'équipe de la classe 1 composée de Chris, Reinhard, Felt et Julius. Cependant, les enseignants décident soudainement de se lancer eux aussi dans le jeu, avec leur propre équipe de cavalerie composée de Roswaal, Erich, Vanir et Pandora's Actor. Les deux équipes d'élèves décident de faire équipe pour combattre les enseignants. Le directeur Kurt estime que les enseignants sont légèrement désavantagés et décide d'activer une arme secrète sous terre pour les aider, Destroyer de KonoSuba. |                                                     |                        |                        |                       |
| 12 | Union ! Le Quartet                                  | 団結！かるてっと       | Danketsu! Karutetto    | 26 juin 2019          |
| Roswaal révèle que Destroyer possède un bandeau géant et est considéré comme un autre participant au kibasen. Kazuma essaye d'utiliser sa compétence Vol sur le bandeau de Destroyer et du professeur, mais en vain, Subaru remarquant qu'il ne pourrait pas facilement utiliser une capacité « en un coup » sur un personnage « boss final ». L'équipe de la classe 1 décide d'attaquer les professeurs, laissant l'équipe de la classe 2 combiner leurs capacités pour placer Tanya au-dessus de la tête de Destroyer. Après une arrivée spectaculaire, Tanya attrape le bandeau de Destroyer et remporte le match pour la classe 2. Cependant, Roswaal ne les renvoie pas dans leurs mondes respectifs, car il a seulement dit qu'ils pourraient rentrer chez eux. Alors que les élèves s'accordent à dire qu'ils apprécient leurs expériences dans ce nouveau monde, Roswaal choque la classe en annonçant que de nouveaux élèves transférés les rejoignent. La porte de la classe s'ouvre et l'épisode se termine juste avant qu'ils puissent voir les nouveaux élèves transférés. |                                                     |                        |                        |                       |

#### Deuxième saison
| No | Titre français                                 | Titre japonais           | Titre japonais             | Date de 1re diffusion |
| No | Titre français                                 | Kanji                    | Rōmaji                     | Date de 1re diffusion |
| -- | ---------------------------------------------- | ------------------------ | -------------------------- | --------------------- |
| 1  | Rejoignez le combat ! Les Étudiants transférés | 参戦！てんこうせい       | Sansen! Tenkōsei           | 15 janvier 2020       |
| 2  | Infiltration ! Le Bureau du Directeur          | 潜入！こうちょうしつ     | Sennyū! Kōchōshitsu        | 22 janvier 2020       |
| 3  | Réflexion ! La Salle d'enseignement            | 反省！しどうしつ         | Hansei! Shi-dōshitsu       | 29 janvier 2020       |
| 4  | Impasse ! Le Test de connaissance              | 窮地！ がくりょくてすと  | Kyūchi! Gakuryoku tesuto   | 5 février 2020        |
| 5  | Dur labeur ! La Saint-Valentin                 | 勤勉！ばれんたいんでー   | Kinben! Barentain Dē       | 12 février 2020       |
| 6  | Clash ! La Balle aux prisonniers               | 激突！どっじぼーる       | Gekitotsu! Dojji bōru      | 19 février 2020       |
| 7  | Excitation ! L'Examen physique                 | 興奮！しんたいそくてい   | Kōfun! Shintai sokutei     | 26 février 2020       |
| 8  | Challenge ! Le Petit Boulot                    | 挑戦！あるばいと         | Chōsen! Arubaito           | 4 mars 2020           |
| 9  | Enquête ! La Première Commission               | 調査！はじめてのおつかい | Chōsa! Hajimete no otsukai | 11 mars 2020          |
| 10 | Passage à l'acte ! La Fête de l'école          | 決起！がくえんさい       | Kekki! Gakuensai           | 18 mars 2020          |
| 11 | Inauguration ! La Fête de l'école              | 開幕！がくえんさい       | Kaimaku! Gakuensai         | 25 mars 2020          |
| 12 | Levé de rideau ! C'est l'heure du spectacle    | 開演！しょーたいむ       | Kaien! Shōtaimu            | 1er avril 2020        |

### Musiques
| Saison                      | Début                                                 | Début                                                                                            | Fin                                                                          | Fin                                                                                        | Fin |
| Saison                      | Titre                                                 | Artiste(s)                                                                                       | Titre                                                                        | Artiste(s)                                                                                 |     |
| --------------------------- | ----------------------------------------------------- | ------------------------------------------------------------------------------------------------ | ---------------------------------------------------------------------------- | ------------------------------------------------------------------------------------------ | --- |
| Isekai Quartet              | Isekai Quartet (異世界かるてっと, Isekai Karutetto)   | Ainz (Satoshi Hino (ja)),Kazuma (Jun Fukushima (ja)),Subaru (Yūsuke Kobayashi)& Tanya (Aoi Yūki) | Isekai Girls♡Talk (異世界ガールズ♡トーク, Isekai Gāruzu♡Tōku)                | Albedo (Yumi Hara (ja)),Aqua (Sora Amamiya),Émilia (Rie Takahashi)& Tanya (Aoi Yūki)       |     |
| Isekai Quartet 2 (saison 2) | Isekai Showtime (異世界ショータイム, Isekai Shōtaimu) | Ainz (Satoshi Hino),Kazuma (Jun Fukushima),Subaru (Yūsuke Kobayashi)& Tanya (Aoi Yūki)           | Ponkotsu! Isekai Theatre (ポンコツ！異世界シアター, Ponkotsu! Isekai Shiatā) | Shalltear (Sumire Uesaka),Megumin (Rie Takahashi),Rem (Inori Minase)& Visha (Saori Hayami) |     |

### Annotations
1. ↑  La première saison est programmée pour la nuit du 9 avril 2019 à 0 h 30, soit le 10 avril à 0 h 30 JST.
2. ↑  La deuxième saison est programmée pour la nuit du 14 janvier 2020 à 0 h 30, soit le 15 janvier à 0 h 30 JST.
3. 1 2  Ces titres ne sont pas des traductions officielles.

### Sources
1. 1 2  (en) Crystalyn Hodgkins, « Isekai Quartet Anime's Promo Video, 2 Ads Streamed : Crossover anime to have 12 episodes », sur Anime News Network, 22 mars 2019 (consulté le 10 avril 2019)
2. 1 2  (ja) « オバロ×このすば×リゼロ×幼女戦記が集結！“ぷちキャラアニメ”の放送決定 », sur natalie.mu,‎ 6 octobre 2018 (consulté le 10 avril 2019)
3. 1 2  (en) Crystalyn Hodgkins, « Isekai Quartet TV Anime Premieres on April 9 : Show's 4th "relay" promo video streamed », sur Anime News Network, 8 mars 2019 (consulté le 10 avril 2019)
4. 1 2  (ja) « ON AIR : 『異世界かるてっと』第1期 », sur Site officiel (consulté le 10 avril 2019)
5. 1 2 3 4 5  (ja) « 「異世界かるてっと」2期の放送日明らかに、「盾の勇者」キャラも公式サイトに参戦 », sur natalie.mu,‎ 6 décembre 2019 (consulté le 8 octobre 2019)
6. 1 2  (ja) « ON AIR : 『異世界かるてっと』第2期 », sur Site officiel (consulté le 10 avril 2019)
7. 1 2 3 4  (en) Kim Morrissy, « Cautious Hero Makes Surprise Cameo in Isekai Quartet : Yuichiro Umehara, Aki Toyosaki join cast for brief scene in episode 11 », sur Anime News Network, 25 mars 2020 (consulté le 25 mars 2020)
8. 1 2  (en) Jennifer Sherman, « Isekai Quartet Anime Gets Sequel : 2nd season's final episode aired on Wednesday », sur Anime News Network, 31 mars 2020 (consulté le 1er avril 2020)
9. ↑  (en) Egan Loo, « Isekai Quartet: Another World Anime Film's Teaser Unveils Story, New Characters & Cast, More Staff, June 10 Opening », sur Anime News Network, 18 mars 2022
10. 1 2 3 4 5 6 7 8 9 10 11 12 13 14 15 16 17 18 19 20 21 22 23 24 25 26 27 28  (ja) « STAFF&CAST », sur Site officiel (consulté le 10 avril 2019)
11. 1 2 3 4 5 6 7 8 9 10 11 12 13 14 15 16 17 18 19 20 21 22 23 24 25 26 27  (ja) « 「異世界かるてっと」27キャラが学園に集合！リレーPV「幼女戦記」版も公開 », sur natalie.mu,‎ 8 mars 2019 (consulté le 10 avril 2019)
12. 1 2 3  (en) Crystalyn Hodgkins, « Isekai Quartet Anime Gets 3rd Season », sur Anime News Network, 13 juin 2025.
13. ↑  (en) Crystalyn Hodgkins, « New Isekai Quartet Anime Project Crosses Over Overlord, Re:Zero, Tanya, Konosuba Franchises : Anime featuring SD characters to broadcast in spring 2019 », sur Anime News Network, 6 octobre 2018 (consulté le 10 avril 2019)
14. ↑  (en) Crystalyn Hodgkins, « Isekai Quartet Anime's 'Relay' Promo Video Features Overlord, Re:Zero Characters : Crossover anime from 4 "isekai" franchises debuts in spring 2019 », sur Anime News Network, 27 octobre 2018 (consulté le 10 avril 2019)
15. ↑  (ja) « 「異世界かるてっと」アインズ、カズマ、スバル、ターニャが授業を受ける本PV », sur natalie.mu,‎ 22 mars 2019 (consulté le 10 avril 2019)
16. ↑  (ja) « Products : Blu-ray & DVD », sur Site officiel (consulté le 10 avril 2019)
17. ↑  (ja) « 「異世界かるてっと」2期制作決定！転校生は誰？10月にファン感謝祭も », sur natalie.mu,‎ 26 juin 2019 (consulté le 25 juin 2019)
18. ↑  (en) Jennifer Sherman, « Isekai Quartet Crossover Anime Gets 2nd Season : 1st season ended on Wednesday », sur Anime News Network, 25 juin 2019 (consulté le 10 avril 2019)
19. ↑  (ja) « 「異世界かるてっと」2期キービジュアル＆PV公開、「盾の勇者」もゲスト参戦 », sur natalie.mu,‎ 7 octobre 2019 (consulté le 8 octobre 2019)
20. ↑  (en) Egan Loo, « The Rising of the Shield Hero Characters to Guest-Star in Isekai Quartet Anime Season 2 : Other characters teased for new crossover anime season », sur Anime News Network, 5 octobre 2019 (consulté le 8 octobre 2019)
21. ↑  (en) Egan Loo, « Isekai Quartet 2 Anime Unveils 2nd Promo Video, 12-Episode Length : 2nd season offered on 2 6-episode BD/DVD volumes », sur Anime News Network, 24 décembre 2019 (consulté le 15 janvier 2019)
22. ↑  (en) Egan Loo, « Funimation to Stream Isekai Quartet, New Strike Witches, Helpful Fox Senko-san, Wise Man's Grandchild Anime : All 4 series to stream with English subtitles, dub », sur Anime News Network, 8 avril 2019 (consulté le 10 avril 2019)
23. ↑  (en) Crystalyn Hodgkins, « Funimation Adds Toilet-bound Hanako-kun, Isekai Quartet 2, 'If My Favorite Pop Idol Made It to the Budokan, I Would Die' Anime to Winter Lineup : Isekai Quartet 2 streams with dub only; other 2 series stream with both sub, dub », sur Anime News Network, 23 décembre 2019 (consulté le 15 janvier 2019)
24. ↑  (en) Alex Mateo, « Crunchyroll Adds Isekai Quartet 2 Anime to Winter Lineup : Anime premieres in Japan on January 14 », sur Anime News Network, 23 décembre 2019 (consulté le 15 janvier 2019)
25. 1 2  (ja) « Products : MUSIC », sur Site officiel (consulté le 10 avril 2019)
26. 1 2  (ja) « Products : MUSIC », sur Site officiel (consulté le 15 janvier 2020)